# Cerro Varadero
Cerro Varadero är en kulle i Antarktis. Den ligger i Sydshetlandsöarna. Argentina, Chile och Storbritannien gör anspråk på området.
Terrängen runt Cerro Varadero är huvudsakligen kuperad, men den allra närmaste omgivningen är varierad. Trakten är obefolkad. 